# Alchemilla versipiloides
Alchemilla versipiloides — вид квіткових рослин з родини трояндових (Rosaceae). Ендемік Польщі; населяє Татри.